# Autostazione TIBUS
L'Autostazione Tiburtina Bus, meglio nota come Autostazione TIBUS, è un'autostazione di Roma, sita nei pressi della stazione di Roma Tiburtina, presso cui confluiscono centinaia di autolinee nazionali e internazionali. Per volume di passeggeri, circa 8 milioni all'anno, è considerata la maggiore autostazione d'Italia.
È gestita in regime di concessione per conto del Comune di Roma Capitale dalla società Tiburtina Bus.

## Storia
L'autostazione fu realizzata nel corso degli anni '90 al fine di creare un'area adibita alla sosta dei pullman a lunga percorrenza, che fino ad allora stazionavano prevalentemente in pieno centro nei pressi di piazza della Repubblica. Nel 1999 il comune di Roma e la società Tiburtina Bus, partecipata da operatori dei servizi di linea interessati, firmarono una convenzione per la realizzazione e il successivo esercizio dell'autostazione, divenuta pienamente operativa nel 2002.
A scadenza della concessione, più volte prorogata, nel marzo 2016 è iniziato uno scontro col comune che ha accusato l'azienda di occupare abusivamente l'area; successivamente nel 2018 la Guardia di Finanza ha rilevato infatti la presenza di un danno erariale di circa 4 milioni di euro per il mancato aggiornamento della convenzione tra comune e Tibus, rimasta invariata dal 1999 al 2016. Per ovviare alla scadenza della concessione il comune aveva inizialmente valutato l'idea di mettere a gara il servizio di gestione dell'autostazione, tuttavia nell'ambito del progetto per l'abbattimento della sopraelevata della Tangenziale Est è stata avanzata dall'ente comunale l'idea di delocalizzare la struttura nel piazzale est della stazione Tiburtina, realizzando inoltre un nuovo nodo di scambio presso la stazione Anagnina. La Tiburtina Bus ha tuttavia presentato un ricorso al Tribunale amministrativo regionale del Lazio contro lo spostamento, proponendo la realizzazione di una riqualificazione dell'area in project financing.

## Descrizione
L'autostazione è sita in largo Guido Mazzoni, nel quartiere Nomentano nei pressi della stazione di Roma Tiburtina, ed occupa un'area complessiva di circa 8 000 metri quadrati. Dispone di 22 stalli per gli autobus, 19 dei quali utilizzati per le partenze e i rimanenti tre per gli arrivi, una palazzina di uffici, nove locali commerciali dei quali cinque adibiti a biglietterie e i rimanenti quattro a bar, edicole e tabaccai, servizi igienici, una sala d'attesa e pensiline.

## Trasporti
|  | È raggiungibile dalla stazione di Roma Tiburtina. |